# Anatoli Pissarenko
Anatoli Grigorovitch Pissarenko (em ucraniano:  Анатолій Григорович Писаренко, transl.: Anatóli Grigórovitch Pissarenko; 10 de janeiro de 1958, em Kiev) é um ucraniano, ex-campeão mundial de halterofilismo pela União Soviética.
Em 1978, Pissarenko conquistou o terceiro lugar no Campeonato Mundial Júnior de Halterofilismo. Embora tenha ficado fora dos Jogos Olímpicos de Moscou, em 1980, ele venceu três títulos mundiais e europeus consecutivos entre 1981 e 1983.
Em 1984, devido ao boicote da União Soviética aos Jogos Olímpicos de Los Angeles, Pissarenko participou dos Jogos da Amizade de 1984 (ou Drujba-84, em russo:  Дружба-84), onde foi campeão no total combinado com 465 kg. Para efeito de comparação, o australiano Dean Lukin levantou 412,5 kg nos Jogos Olímpicos daquele ano.
Em 1985, após ser flagrado junto com Aleksandr Kurlovitch em posse de esteroides pela alfândega canadense, Pissarenko foi banido vitaliciamente pela Federação Soviética de Halterofilismo. Mas como a suspensão foi apenas da federação soviética e não por órgãos internacionais, como a Federação Internacional de Halterofilismo (IWF), ele foi absolvido e ainda pode competir no Campeonato Europeu dois anos depois, época em que sofreu uma lesão no quadríceps.
QUADRO DE RESULTADOS
| Ano                       | Lugar                       | Categoria          | Marca (kg) / pos.  | Marca (kg) / pos.  | Marca (kg) / pos.  | Ref.               |
| Ano                       | Lugar                       | Categoria          | Arranque           | Arremesso          | Total              | Ref.               |
| Campeonato Mundial        | Campeonato Mundial          | Campeonato Mundial | Campeonato Mundial | Campeonato Mundial | Campeonato Mundial | Campeonato Mundial |
| ------------------------- | --------------------------- | ------------------ | ------------------ | ------------------ | ------------------ | ------------------ |
| 1981                      | Lille, França               | +110 kg            | 187,5 /            | 237,5 /            | 425 /              | [ 9 ]              |
| 1982                      | Ljubljana, Iugoslávia       | +110 kg            | 197,5 /            | 247,5 /            | 445 /              | [ 10 ]             |
| 1983                      | Moscou, União Soviética     | +110 kg            | 205 /              | 245 /              | 450 /              | [ 11 ]             |
| Campeonato Mundial Júnior |                             |                    |                    |                    |                    |                    |
| 1978                      | Atenas, Grécia              | +110 kg            | 157,5 /            | 190 /              | 347,5 /            | [ 12 ] [ 1 ]       |
| Campeonato Europeu        |                             |                    |                    |                    |                    |                    |
| 1981                      | Lille, França               | +110 kg            | 187,5 /            | 237,5 /            | 425 /              | [ 5 ]              |
| 1982                      | Ljubljana, Iugoslávia       | +110 kg            | 197,5 /            | 247,5 /            | 445 /              | [ 5 ]              |
| 1983                      | Moscou, União Soviética     | +110 kg            | 205 /              | 245 /              | 450 /              | [ 5 ]              |
| 1984                      | Vitoria-Gasteiz, Espanha    | +110 kg            | 200 /              | 250 /              | 450 /              | [ 4 ] [ 5 ]        |
| 1987                      | Reims, França               | +110 kg            | Sem marca          | 240 /              | —                  | [ 13 ]             |
| Spartakiada               |                             |                    |                    |                    |                    |                    |
| 1979                      | Leningrado, União Soviética | –110 kg            | 175 / 3            | 220 / 5            | 395 / 5            | [ 4 ] [ 14 ]       |
| 1983                      | Moscou, União Soviética     | +110 kg            | 205 / 1            | 255 / 2            | 460 /              | [ 4 ] [ 15 ]       |
| Jogos da Amizade          |                             |                    |                    |                    |                    |                    |
| 1984                      | Varna, Bulgária             | +110 kg            | 200 / 2            | 265 / 1            | 465 /              | [ 4 ] [ 5 ]        |

RECORDES
Anatoli Pissarenko definiu 13 recordes mundiais ao longo de sua carreira — cinco no arranco, quatro no arremesso e quatro no total combinado, todos na categoria acima de 110 kg. Pissarenko foi o primeiro homem a superar os 450 kg no total combinado, em competição oficial. Seus recordes foram:
| Data       | Disciplina | Marca    | Lugar          |
| ---------- | ---------- | -------- | -------------- |
| 01.09.1981 | Arranco    | 201,5 kg | Podolsk        |
| 01.09.1981 | Total      | 447,5 kg | Podolsk        |
| 07.03.1982 | Arremesso  | 258 kg   | Frunze         |
| 07.03.1982 | Total      | 450 kg   | Frunze         |
| 07.03.1982 | Total      | 455 kg   | Frunze         |
| 23.05.1982 | Arranco    | 202,5 kg | Dnipropetrovsk |
| 23.05.1982 | Aremesso   | 258,5 kg | Dnipropetrovsk |
| 23.05.1982 | Total      | 457,5 kg | Dnipropetrovsk |
| 05.03.1983 | Arranco    | 203 kg   | Odessa         |
| 26.03.1983 | Aremesso   | 260,5 kg | Allentown      |
| 31.07.1983 | Arranco    | 205 kg   | Moscou         |
| 31.10.1983 | Arranco    | 206 kg   | Moscou         |
| 16.09.1984 | Arremesso  | 265 kg   | Varna          |

Em 2004, Pissarenko recebeu o Certificado do Mérito da Federação Europeia de Halterofilismo. Ele foi presidente da Federação Ucraniana de Halterofilismo de 2009 a 2012.
Foi deputado do povo da Ucrânia da 4ª convocação em 2002–2006 do Partido Social Democrata da Ucrânia (unido) [uk].